# Aloha Tower
De Aloha Tower is een toren die gezien wordt als een van de grote monumenten van Hawaii. De toren is gelegen aan Pier 9 in Honolulu. De kosten van de bouw waren $160.000, destijds een astronomisch bedrag. Op 11 september 1926 werd het gebouw officieel geopend. Net zoals het Vrijheidsbeeld elk jaar honderdduizenden immigranten begroet in New York, begroet de Aloha Tower de honderdduizenden immigranten die aankomen in Honolulu. Met 56 meter hoogte en een vlaggenmast van nog eens 12 meter was het gebouw gedurende vier decennia het hoogste gebouw van de staat.
Tijdens de aanval op Pearl Harbor op 7 december 1941 werd een groep soldaten speciaal aangesteld om de toren te beschermen. Gedurende de rest van de Tweede Wereldoorlog werd het gebouw gecamoufleerd, waardoor het 's nachts leek te verdwijnen, om te voorkomen dat het vernietigd zou worden.